# Godier Genoud
Pour les articles homonymes, voir Genoud.
Godier Genoud est un préparateur et constructeur moto français basé à Viry en Haute-Savoie. Entre 1973 et 1975, l'écurie est sacrée trois fois championne d’Europe d’endurance moto. En 1997, l'entreprise est renommée Godier et Genoud Recherche & Developpement.

## Historique
Georges Godier et Alain Genoud deviennent amis en 1967. Ils nourrissent tous les deux la même passion pour la compétition, chacun courant de son côté, avec des résultats divers. En 1972, ils décident d'unir leurs efforts et de courir en endurance. Georges a une formation de mécanicien, il s'occupe donc de la mécanique. Alain assure, quant à lui, l'organisation. Leur première moto de course se compose d'un moteur de 750 Honda dans un cadre Egli. Ils gagnent à Zolder et obtiennent des places honorables dans les autres épreuves.

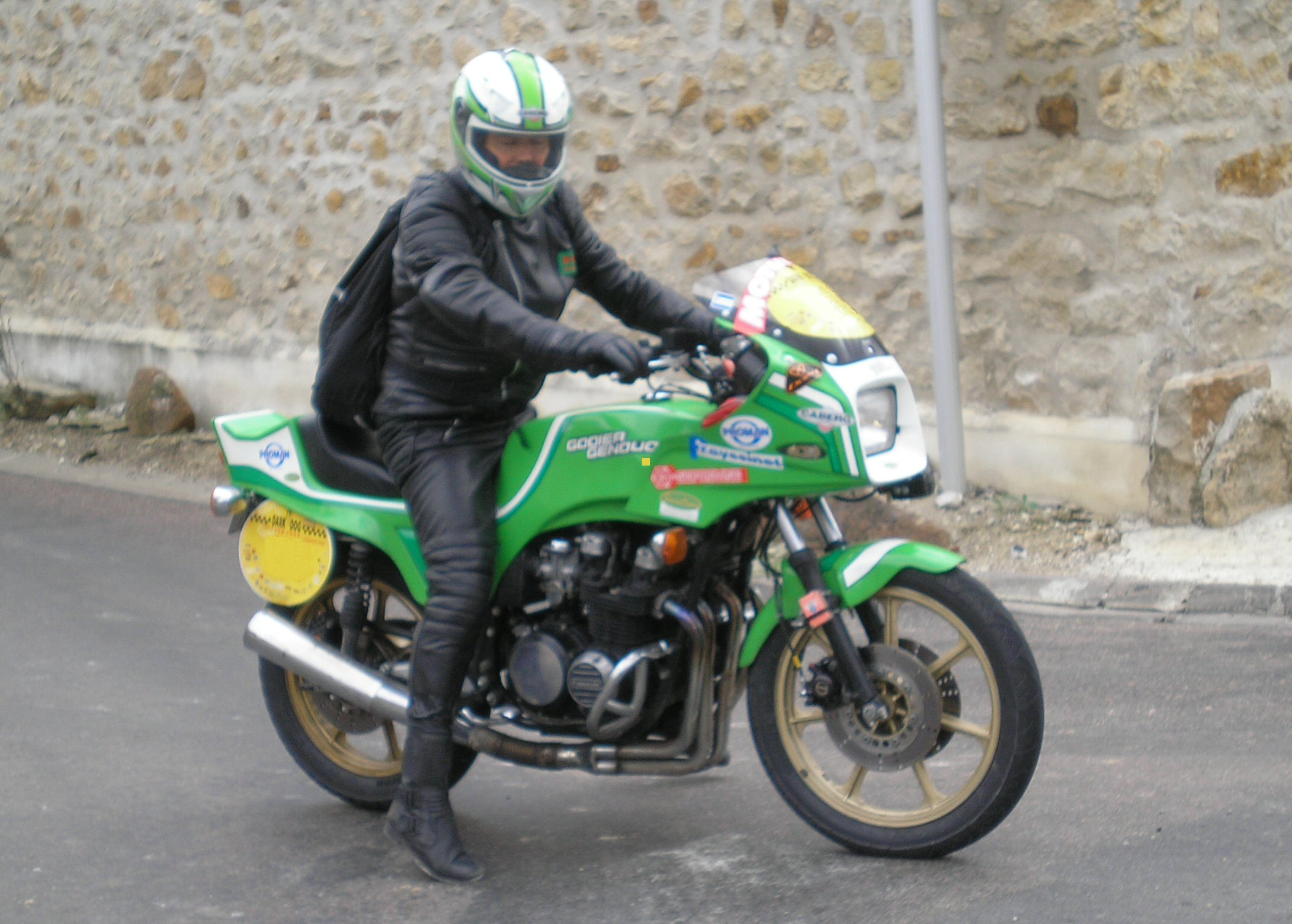
Godier Genoud sur base de Kawasaki Z750

En 1974, la vie de l'écurie prend un nouveau tournant. Jusque-là, l'aspect publicitaire n'avait jamais été envisagé. Serge Rosset, un ami commun, prend les choses en main. Il demande à Honda d'apporter sa contribution matérielle et financière. L'usine refuse. Qu'à cela ne tienne, Serge demande alors à Kawasaki. Le constructeur nippon voit en l'équipe une excellente manière de mettre au premier plan ses modèles. Il fournit toutes les pièces pour faire courir deux machines. Les résultats ne se font pas attendre, le duo finira premier au Bol d'or, à Barcelone et à Mettet. Ils deviennent champions d'Europe.
En 1975, le budget est augmenté, permettant d'engager une troisième machine. Ces machines sont totalement repensées. Les différents éléments sont indépendants, permettant, en cas d'avarie, de remplacer telle ou telle pièce par une neuve, et ainsi ne pas perdre de temps à la réparer. Surtout, le cadre est entièrement repensé, et fabriqué par une école de mécanique, encadrée par le professeur, Pierre Doncques. Parmi les améliorations, on note la suspension arrière assurée par un combiné unique de Formule 1. Cette solution leur donne raison. L'écurie est à nouveau sacrée championne.
En pleine gloire, Georges et Alain se retirent de la compétition pour s'occuper de la concession qu'ils ont montée à Viry qui commercialise des Kawasaki. Bien entendu, si le client le demande, les motos vendues peuvent recevoir une préparation Godier-Genoud. Ils commercialisent aussi une Kawasaki, baptisée « Godier-Genoud ».
En 1976, ils deviennent préparateurs et l'écurie Godier-Genoud défend les couleurs de Kawasaki. L'écurie continue de courir en 1976 et 1977, elle obtient quelques succès, mais la concurrence est trop rude pour espérer décrocher le titre.
Georges Godier décède d'un accident de moto en 1993 mais l’entreprise poursuit aujourd’hui encore son activité bien qu’elle soit devenue en 1997 Godier et Genoud Recherche & Developpement,.
Alain Genoud s’est depuis reconverti dans la restauration et la préparation de ses fameuses motos notamment pour des courses historiques comme le Bol d'or classic qu'il dispute encore en 2015 comme pilote, et où sont engagées trois 
Godier-Genoud préparées dans ses ateliers.

## Production

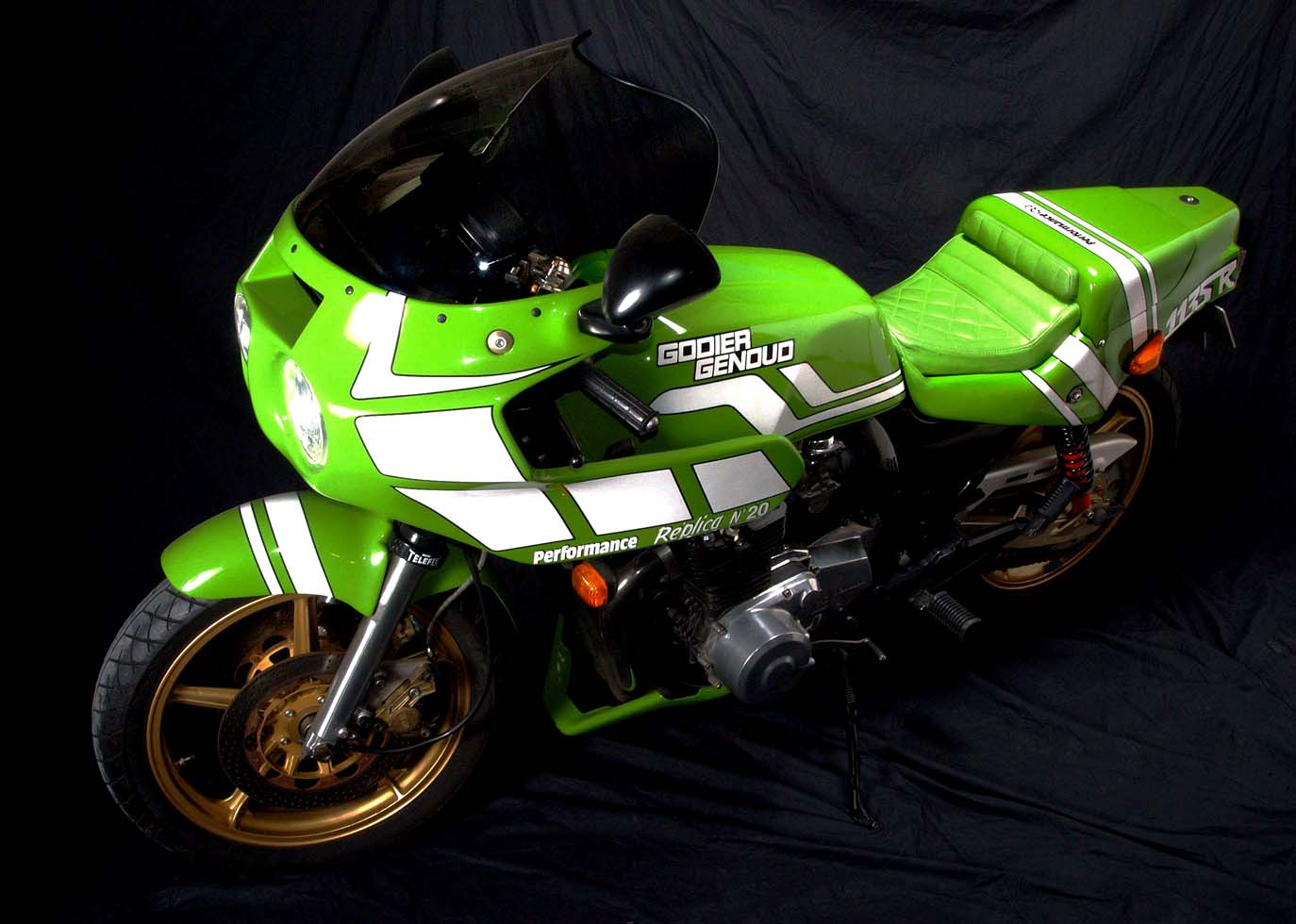
Godier Genoud 1135R.

On peut difficilement avoir une idée de la production totale de motos estampillées Godier-Genoud, puisqu'un grand nombre d'amateurs apportaient leur moto pour la faire modifier à leur guise. Néanmoins, voici les modèles les plus souvent rencontrés :
- 1000 GG : sur base de Z 900 OU Z 1000
- 1135 R : sur base de 1000 J/R réalésé
- 1300 GG et 1400 Turbo : sur base de Z1300
- 650 Raid : sur base de 650 KLR
- 650 GG et 650 GG R : sur base de Z650
- ZRX 1000 GG : sur base de GPZ 1000 RX
- ZX-10 Tomcat GG et ZXR 10 : sur base de ZX-10 Tomcat
- ZZR 1100 GG : sur base de ZZR 1100
- 1100 ZR : sur base de 900 GPZ
- ZXR 7 : sur base de 750 Stinger
- Ultima et 949 : sur base de ZX-9R
- 1000 Turbo : sur base de 900 GPZ

### Vidéo
- « Le Bol d'or remporté par Alain Genoud et Georges Godier » [vidéo], sur ina.fr, ORTF, 23 septembre 1974 (consulté le 22 juillet 2021) au JT de 13H